# Leniwa
Die Leniwa ist ein kleiner rechter Zufluss der Radomka in der Woiwodschaft Masowien in Polen. Sie gehört damit dem Flusssystem der Weichsel an.

## Geografie
Die Leniwa entspringt in der Nähe des Dorfs Żdżary südwestlich der Kleinstadt Pionki in der Mesoregion der Równina Kozienicka und fließt in nördlicher Richtung ab, nimmt in ihrem rund 16 km langen Lauf die von rechts kommende Narutówka auf und mündet südlich des Dorfs Wólka Brzózka in die Radomka. Ihr Einzugsgebiet wird mit 123 km² angegeben.